# Batuqueiro-de-bico-laranja
O batuqueiro-de-bico-laranja (Saltatricula atricollis), ou apenas batuqueiro, é uma espécie de ave passeriforme da família dos traupídeos, pertencente ao gênero Saltatricula; anteriormente classificado no gênero Saltator (ver Taxonomia). É nativo da América do Sul.

## Descrição
Mede 20,5 cm de comprimento. O bico tem uma viva coloração alaranjada com um cúlmen preto. Ave de colorido bem característico, é pardo-escura por cima, com a face e a garganta pretas, lados da cabeça acinzentados. Pardo-claro por baixo. Os juvenis com marrom-enferrujado em vez de preto e bico escuro.

## Distribuição ehabitat
Sua área de distribuição se estende desde o leste e o centro do Brasil (desde o norte do Ceará e do Maranhão, também Pernambuco, ao sul no interior até o Mato Grosso, o norte de São Paulo e sul de  Minas Gerais), leste da Bolívia (nordeste do departamento de Beni e leste do departamento de Santa Cruz) e nordeste do Paraguai. Habita bosques abertos e matas característicos do cerrado entre os 500 e 1300 m de altitude; localmente no Brasil até os 1800 m de altitude.

## Comportamento
Vive em pequenos bandos, ao contrário de seus congêneres, que geralmente andam em pares. Costumam pousar no alto de arbustos e árvores baixas, às vezes em cercas, desde onde baixam ao solo em busca de alimento, inclusive em caminhos de terra, enquanto mantém uma sentinela empoleirada no alto, hábito comum de muitos pássaros campestres.

### Alimentação
Esta espécie se alimenta de sementes, frutos, brotos de folhas, e artrópodes.

### Reprodução
Constrói seu ninho em forma de taça em ramos de árvores ou em pastagens. Para isso utiliza fibras vegetais, cobrindo o interior com pelos, penas e caules de ervas. A fêmea põe de 2 a 3 ovos com uma incubação média de 13 dias. Há 2 ou 3 ninhadas por ano.

## Taxonomia
O batuqueiro-de-bico-laranja foi descrito pela primeira vez pelo naturalista francês Louis Jean Pierre Vieillot em 1817 com o nome científico Saltator atricollis; tendo como localidade-tipo o Paraguai.
Este gênero era tradicionalmente colocado na familia Cardinalidae, porém evidências genéticas sugerem que pertence a Thraupidae, de acordo com Klicka et al (2007). A Proposta N° 321 ao South American Classification Committee (SACC), aprovada, retirou o gênero da familia Cardinalidae e o deixou em Incertae sedis.
Novos estudos de Chaves et al (2013) revisaram a sequência linear dos gêneros Saltator e Saltatricula, concluindo que Saltator atricollis e Saltatricula multicolor são espécies irmãs. A Proposta N° 593 ao SACC rejeitou a inclusão de Saltatricula em Saltator e recomendou a inclusão de S. atricollis em Saltatricula sob o nome Saltatricula atricollis, o que foi adotado pelo SACC, pelo Comitê Brasileiro de Registros Ornitológicos (CBRO), e por outras classificações.
Finalmente, a Proposta N° 704 ao SACC, com base nos estudos de Burns et al. 2014 e outros, aprovou a transferência de Saltatricula e Saltator para a família Thraupidae, o que foi seguido pelas principais classificações.
É monotípica, ou seja, não possui subespécies reconhecidas.